# Gonocephalus mjobergi
Gonocephalus mjobergi är en ödleart som beskrevs av  Smith 1925. Gonocephalus mjobergi ingår i släktet Gonocephalus och familjen agamer. Inga underarter finns listade i Catalogue of Life.
Artepitet i det vetenskapliga namnet hedrar naturforskaren Eric Georg Mjoberg.
Denna ödla är endast känd från en liten region i Malaysia på Borneo. Exemplar har hittats vid berget Mount Murud vid en höjd av cirka 2200 meter över havet. Arten lever i bergsskogar och den klättrar på träd. Födan utgörs antagligen av insekter. Honor lägger antagligen ägg.
Inget är känt angående populationens storlek och möjliga hot. IUCN listar arten med kunskapsbrist (DD).